# Blauhof (Dietfurt an der Altmühl)
Blauhof ist ein Gemeindeteil der Stadt Dietfurt an der Altmühl im Landkreis Neumarkt in der Oberpfalz in Bayern.

## Geographische Lage
Die Einöde liegt circa 4 km südöstlich des Gemeindesitzes auf der Hochfläche der südlichen Frankenalb. Sie ist von Zell über eine von der Kreisstraße NM 23 abzweigende Gemeindeverbindungsstraße zu erreichen, die weiter nach Deising ins Altmühltal führt und dort in die Kreisstraße KEH 2 einmündet.

## Geschichte
Im Königreich Bayern (ab 1806) erscheint die Ansiedelung als Teil der Ruralgemeinde und Pfarrei Altmühlmünster im Landgericht Riedenburg. Um 1830 besteht Blauhof aus 3 Häusern und 20 Einwohnern.
1875 ist der Weiler in amtlichen Verzeichnissen unter der Gemeinde Zell aufgeführt, hat 18 Einwohner und besteht aus 14 Gebäuden; an Großvieh wurden zu dieser Zeit 30 Stück Rindvieh gehalten.
Die Volkszählung am 1. Dezember 1900 erbrachte eine Einwohnerzahl von 17 bei 3 Wohngebäuden, die Volkszählung vom 16. Juni 1925 28 Einwohner bei unverändert 3 Wohngebäuden. Die erste Nachkriegsvolkszählung in Bayern am 13. September 1950 wich mit 27 Einwohnern nur geringfügig von dem 1925er Ergebnis ab, der Wohngebäudebestand lag wiederum bei drei.
Am 25. Mai 1987 – zum 1. Juli 1972 war die Gemeinde Zell aufgelöst und mit Blauhof in die Stadt Dietfurt a. d. Altmühl eingegliedert worden – erbrachte die bayerische Volkszählung nur noch 11 Einwohner und 2 Wohngebäude. Heute sind vier Hausnummern vergeben.
Kirchlich gehörte Blauhof zur katholischen Pfarrei Altmühlmünster im Dekanat Pförring des Bistums Regensburg.